# Ramulus arrogans
Ramulus arrogans är en insektsart som först beskrevs av Brunner von Wattenwyl 1907.  Ramulus arrogans ingår i släktet Ramulus och familjen Phasmatidae. Inga underarter finns listade i Catalogue of Life.